# Montmacq

Montmacq este o comună în departamentul Oise, Franța. În 1 ianuarie 2022 avea o populație de 1.159 de locuitori.